# Mach’s nochmal, Columbus
Mach’s nochmal, Columbus (Originaltitel: Carry On Columbus) ist der 30. und letzte Film aus der Carry-On-Filmreihe.

## Handlung
Der Kartenzeichner Christopher Columbus will einen Seeweg nach Indien finden. Unterstützung findet er bei dem König und der Königin von Spanien. Jedoch missfällt das Projekt dem türkischen Sultan, der einen Saboteur an Bord von Columbus’ Schiff schmuggelt, da er bei Gelingen der Fahrt nicht mehr die Handelswege von Asien nach Europa kontrollieren würde und so keine hohen Zölle mehr verlangen könnte. Trotz allem erreichen die Entdecker ihr Ziel – müssen jedoch feststellen, dass sie weder allein noch am gewünschten Ziel sind.

## Würdigung
14 Jahre nach dem bis dato letzten Film der Serie kam mit Mach’s nochmal, Columbus ein später Nachzügler in die Kinos, der jedoch floppte. Gedacht war er als satirische Antwort auf die beiden Großproduktionen 1492 – Die Eroberung des Paradieses und Christopher Columbus – Der Entdecker, die ebenfalls 1992 zum 500-jährigen Jubiläum der Wiederentdeckung Amerikas in die Kinos kamen.
Abgesehen von Jim Dale in der Hauptrolle sowie Leslie Phillips und Jack Douglas in Nebenrollen traten keine der bekannten Carry-On-Gesichter der ersten Reihe auf, was darauf zurückzuführen war, dass zwischenzeitlich viele von ihnen verstorben waren. Mit June Whitfield, Peter Gilmore, Jon Pertwee und Bernard Cribbins waren jedoch einige Schauspieler der zweiten Reihe an Bord. Die Titelrolle sollte zuerst nicht einmal Stammdarsteller Jim Dale übernehmen, vorgesehen war Robbie Coltrane, der jedoch absagte.
Der Versuch die Serie wieder zu beleben scheiterte an der schlechten Zuschauerresonanz. Nach dem Tod von Regisseur Gerald Thomas 1993 rückte ein Weiterleben der Serie in immer weitere Ferne und lag zum Schluss allein in den Händen des Produzenten Peter Rogers, der 2009 verstarb.

## Kritiken
„Mit zweideutigen Witzen garnierte Burleske; die Inszenierung ist hausbacken, die Darsteller überziehen ihre Rollen allzuoft.“

„Filmisch biedere und durch die deutsche Synchronisation um den letzten Rest englischen Witzes gebrachte bescheidene Verulkung der Entdeckungsfahrten des Genueser Kaufmanns Columbus. Die 30. Produktion der seit 1958 entstandenen ‚Carry On‘-Serie […] ist so reizlos, daß selbst türkische Bauchtänzerinnen und Skelette an Bord, „gezinktes“ Gold und die Inquisition den Film nicht retten.“